# Edificiu pentru funcții social culturale, în care s-a aflat Școala „Belle Arte” (Chișinău)
Edificiu pentru funcții social culturale, în care s-a aflat Școala „Belle Arte” este o clădire amplasată pe str. Mihail Kogălniceanu, 39 în Chișinău, Republica Moldova. Este un monument istoric și arhitectural de importanță națională inclus în Registrul monumentelor Republicii Moldova ocrotite de stat cu nr. 275 (municipiul Chișinău). Datează de la înc. sec. XX.